# Coroa radiada

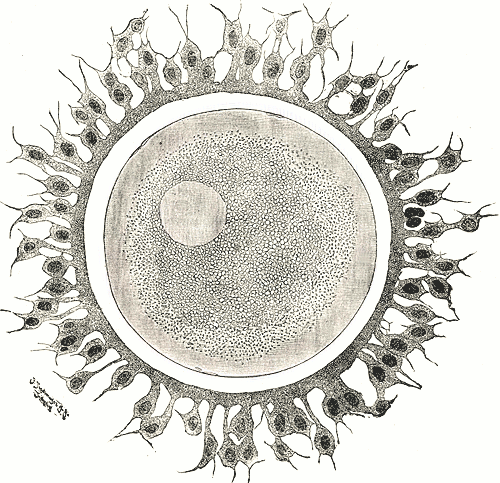

A coroa radiada ou corona radiata cerca o óvulo e consiste em duas ou três camadas de células foliculares. Estão ligadas à camada protectora exterior do óvulo, a zona pelúcida. A sua principal função em muitos animais é a de fornecer proteínas vitais à célula.
Aparece durante a ovocitação, mas pode desaparecer após a fertilização.